# Nevidni bataljon
Nevidni bataljon je slovenski vojni film iz leta 1967 v režiji Janeta Kavčiča.